# Station Ordrup
Station Ordrup is een station in Ordrup in de Deense gemeente Gentofte. Het station is geopend op 1 juli 1924 en op 3 april 1934 voor de S-tog. Ordrup ligt aan S-tog lijn C. De treinen van Kystbanen rijden het station voorbij.